# Iglesia del Buen Pastor (Iquique)
La Iglesia del Buen Pastor es un templo católico ubicado en la ciudad de Iquique, en la Región de Tarapacá, Chile. En conjunto con sus edificios anexos, fue declarada monumento nacional de Chile, en la categoría de monumento histórico, mediante el Decreto Exento n.º 505, del 25 de octubre de 1994.

## Historia
Las religiosas de la Congregación de Nuestra Señora de la Caridad del Buen Pastor llegaron a Iquique provenientes de Santiago en 1901. En el año 1906 inauguraron la casa de las religiosas y el hogar, mientras que en 1911 inauguraron la iglesia.
El titular oficial de la iglesia es el Corazón Eucarístico de Jesús.

## Descripción
Cuenta con un estilo neogótico, con una planta en cruz de tipo griega, y con un altar con estilo propio de su comunidad religiosa.